# 毛唇玉凤花
毛唇玉凤花（学名：Habenaria hosokawae）为兰科玉凤花属下的一个种。

## 扩展阅读
- 維基物種上的相關：毛唇玉凤花